# Viola König
Viola König (* 1952 in Duisburg) ist eine deutsche Ethnologin, Altamerikanistin und Museumsleiterin. Von 2001 bis 2017 war sie Direktorin des Ethnologischen Museums der Staatlichen Museen zu Berlin. Sie ist Spezialistin für graphische Kommunikationssysteme aus Mesoamerika.

## Biografie
Viola König studierte in Freiburg Ethnologie, Vor- und Frühgeschichte, Soziologie und Paläoanthropologie sowie in Hamburg im Hauptfach altamerikanische Sprachen und Kulturen. Sie promovierte 1979 über den mixtekischen Codex Egerton 2895 und führte Feldforschungen in Mexiko, Kanada und Alaska durch.
Viola König ist seit 1979 im Museumsbereich tätig, zunächst von 1979 bis 1981 als Volontärin am Museum für Völkerkunde Hamburg, von 1981 bis 1986 als Wissenschaftliche Referentin für Museumspädagogik am Rautenstrauch-Joest-Museum in Köln sowie von 1986 bis 1991 als Direktorin der Abteilung Völkerkunde des Niedersächsischen Landesmuseums in Hannover. Von 1992 bis 2001 war sie Direktorin des Übersee-Museums Bremen, dessen neue Dauerausstellung sie zum hundertjährigen Geburtstag 1996 fertig stellte. Sie realisierte in diesem Zeitraum die digitale Sammlungserfassung und den Neubau des von ihr konzipierten Schaumagazins „Übermaxx“ (Eröffnung 1999). 2001 wurde Viola König als Direktorin des Ethnologischen Museums der Staatlichen Museen zu Berlin mit dem ausdrücklichen Auftrag einer Neukonzeption seiner Ausstellung im zukünftigen Humboldt-Forum berufen.
Viola König kuratierte und kokuratierte eine Vielzahl von Sonderausstellungen, so „Azteken“ (Berlin, 2003), „Die Tropen. Ansichten von der Mitte der Weltkugel“ (Rio de Janeiro, Berlin, Capetown, Bangkok, 2008–2010), „Indianische Moderne. Kunst aus Nordamerika“ (Berlin, 2012), „Humboldt Lab Dahlem“ (Berlin, 2012–2015).
Viola König unterrichtete Altamerikanistik an der Universität Hamburg (bis 2000) und ist Honorarprofessorin für Kulturanthropologie an der Universität Bremen. 2000 hatte sie eine Gastprofessur am Art Department (Latin American Studies) an der Tulane University in New Orleans inne und seit 2004 ist sie Honorarprofessorin am Lateinamerika-Institut (LAI) der Freien Universität Berlin (FU).
Von 2009 bis 2012 forschte Viola König anhand der Sammlungen der Staatlichen Museen zu Berlin zum Thema „Eine Geschichte – Zwei Perspektiven“: Kulturspezifische Übersetzungsfunktionen des „exotisch Fremden“ am Beispiel der „Terms of Trade“ an der pazifischen Nordwestküste und erhielt dazu eine Förderung durch das BMBF (Bundesministerium für Bildung und Forschung) gemeinsam mit dem John-F.-Kennedy-Institut für Nordamerikastudien der FU (Freien Universität Berlin). Seit 2012 forschte sie im Rahmen von „Topoi – The Formation and Transformation of Space and Knowledge in Ancient Civilizations“, einer Exzellenzinitiative, die durch die DFG (Deutsche Forschungsgemeinschaft) und die FU (Freie Universität Berlin) gefördert wird, zu „Präkolumbische Mappingverfahren des Alten Mexiko bis in die frühe Neuzeit“.
Viola König publizierte zahlreiche Ausstellungskataloge sowie Monographien und Aufsätze zu Museum, Meso-, Nord- und Südamerika.

## Schriften (Auswahl)

### Monographien
- La batalla de Siete Flor. Conquistadores, caciques y conflictos en mapas antiguos de los zapotecos, chinantrecos y mixes. (Secretaría de Cultura de Oaxaca & Fundación Alfredo Harp Helú Oaxaca) 2010.
- mit Peter Bolz: Native American Modernism. (German and English editions. Imhof Petersberg) 2012.
- Menschen, Meere, Kontinente – die Erde in 80 Minuten. Erlebniswelt Übersee-Museum. (Keyser München/Berlin) 1996.
- Die Schlacht bei Sieben Blume. Konquistadoren, Kaziken und Konflikte auf alten Landkarten der Indianer Südmexikos. (Temmen Bremen) 1993.
- Indianische Graphik aus Alaska in der Völkerkunde-Abteilung des Niedersächsischen Landesmuseums Hannover. (Nds. Landesmuseum Hannover) 1992.
- mit Lu, H.L. Chinesisches Kunsthandwerk der Provinz Anhui aus drei Jahrtausenden. (Nds. Landesmuseum Hannover) 1988.

### Herausgeberschaften
- (als Mitherausgeberin) Northwest Coast Representations: New Perspectives on History, Art and Encounters. (Reimer Berlin) 2014.
- Deutsche im Nordpazifik. Beiträge zur Entdeckung und Erforschung des nordpazifischen Raumes (Historia Scientiarum. Hg. Bernhard Fabian. Olms Hildesheim) seit 2011.
- (als Mitherausgeberin) Códice Humboldt Fragmento 1 (Ms. amer. 2) y Códice Azoyú 2 (Reverso). Nómina de tributos de Tlapa y su provincia al Imperio Mexicano. (Stiftung Preußischer Kulturbesitz Berlin SPK, Centro de Investigaciones y Estudios Superiores en Antropología Social CIESAS) México) 2009.
- Vermessen. Kartographie der Tropen. (Ethnologisches Museum Berlin) 2006.
- (als Mitherausgeberin) „Der lange Weg zum Humboldt-Forum – Der Prozess 1999-2012“. Sonderband Baessler-Archiv No. 59. (Reimer Berlin) 2012.
- (als Mitherausgeberin) Os Trópicos, a Arte e a Exposição. In: Os Trópicos. Visões a partir do centro globo. (Rio de Janeiro) 2007.
- (als Mitherausgeberin) The Tropics. Views from the Middle of the Globe (German and English editions). Kerber Verlag, Bielefeld 2008.
- Ethnologisches Museum Berlin. (German and English editions. Prestel Museumsführer. Prestel, München /Berlin /London /New York) 2003, 2007.
- (als Mitherausgeberin) Baessler-Archiv (Ethnologisches Museum. Reimer) seit 2001.
- (als Mitherausgeberin) Hugo H. Schauinsland. Unterwegs in Übersee. Aus Reisetagebüchern und Dokumenten des früheren Direktors des Bremer Übersee-Museums. (Übersee-Museum Bremen. Hauschild Bremen) 1999.
- (als Mitherausgeberin) TenDenZen. Jahrbuch IX Übersee-Museum Bremen- 1992–2001.
- (als Herausgeberin) Autor Alex Smejkal: Kult und Alltag in Tibet. Die tibetischen Sammlungen in der Völkerkundeabteilung des Niedersächsischen Landesmuseums Hannover. (Niedersächsisches Landesmuseum Hannover, Völkerkunde-Abteilung, Hannover) 1990.
- Völkerkundliche Abhandlungen. (Völkerkunde-Abteilung des Niedersächsischen Landesmuseums u. Ethnologische Gesellschaft Hannover, Reimer Berlin) 1987–1993